# ATP World Tour 2014
L'ATP World Tour 2014 és el circuit de tennis professional masculí de l'any 2014 organitzat per l'ATP. La temporada inclou un total de 61 torneigs en 31 països dividits en Grand Slams (organitzats per la ITF), ATP World Tour Masters 1000, sèries ATP World Tour 500, sèries ATP World Tour 250 i un ATP World Tour Finals. També s'inclou la disputa de la Copa Davis i la Copa Hopman. Els torneigs es disputen entre el 30 de desembre de 2013 i el 2 de novembre de 2014.

## Calendari
Taula sobre el calendari complet dels tornejos que pertanyen a la temporada 2014 de l'ATP World Tour. També s'inclouen els vencedors dels quadres individuals i dobles de cada torneig.
| Llegenda                           |
| ---------------------------------- |
| Grand Slam                         |
| ATP World Tour Finals / ATP Finals |
| ATP World Tour Masters 1000        |
| ATP World Tour 500                 |
| ATP World Tour 250                 |
| Esdeveniments per equips           |

| Data d'inici   | Torneig                         | Superfície       | Guanyador/s                                                                    | Finalista/es                                                                               |
| -------------- | ------------------------------- | ---------------- | ------------------------------------------------------------------------------ | ------------------------------------------------------------------------------------------ |
| 30 de desembre | Copa Hopman                     | Dura (i)         | França                                                                         | Polònia                                                                                    |
| 30 de desembre | Doha                            | Dura             | Rafael Nadal                                                                   | Gaël Monfils                                                                               |
| 30 de desembre | Doha                            | Dura             | Tomáš Berdych / Jan Hájek                                                      | Alexander Peya / Bruno Soares                                                              |
| 30 de desembre | Chennai                         | Dura             | Stanislas Wawrinka                                                             | Édouard Roger-Vasselin                                                                     |
| 30 de desembre | Chennai                         | Dura             | Johan Brunström / Frederik Nielsen                                             | Marin Draganja / Mate Pavić                                                                |
| 30 de desembre | Brisbane                        | Dura             | Lleyton Hewitt                                                                 | Roger Federer                                                                              |
| 30 de desembre | Brisbane                        | Dura             | Mariusz Fyrstenberg / Daniel Nestor                                            | Juan Sebastián Cabal / Robert Farah Maksoud                                                |
| 6 de gener     | Sydney                          | Dura             | Juan Martín del Potro                                                          | Bernard Tomic                                                                              |
| 6 de gener     | Sydney                          | Dura             | Daniel Nestor / Nenad Zimonjić                                                 | Rohan Bopanna / Aisam-ul-Haq Qureshi                                                       |
| 6 de gener     | Auckland                        | Dura             | John Isner                                                                     | Lu Yen-hsun                                                                                |
| 6 de gener     | Auckland                        | Dura             | Julian Knowle / Marcelo Melo                                                   | Alexander Peya / Bruno Soares                                                              |
| 13 de gener    | Open d'Austràlia                | Dura             | Stanislas Wawrinka                                                             | Rafael Nadal                                                                               |
| 13 de gener    | Open d'Austràlia                | Dura             | Lukasz Kubot / Robert Lindstedt                                                | Eric Butorac / Raven Klaasen                                                               |
| 13 de gener    | Open d'Austràlia                | Dura             | Kristina Mladenovic / Daniel Nestor                                            | Sania Mirza / Horia Tecau                                                                  |
| 27 de gener    | Copa Davis (Primera ronda)      |                  | Txèquia · Japó · Alemanya · França · Regne Unit · Itàlia · Kazakhstan · Suïssa | Països Baixos · Canadà · Espanya · Austràlia · Estats Units · Argentina · Bèlgica · Sèrbia |
| 3 de febrer    | Montpeller                      | Dura (i)         | Gaël Monfils                                                                   | Richard Gasquet                                                                            |
| 3 de febrer    | Montpeller                      | Dura (i)         | Nikolai Davidenko / Denis Istomin                                              | Marc Gicquel / Nicolas Mahut                                                               |
| 3 de febrer    | Zagreb                          | Dura (i)         | Marin Čilić                                                                    | Tommy Haas                                                                                 |
| 3 de febrer    | Zagreb                          | Dura (i)         | Jean-Julien Rojer / Horia Tecău                                                | Philipp Marx / Michal Mertiňák                                                             |
| 3 de febrer    | Viña del Mar                    | Terra batuda     | Fabio Fognini                                                                  | Leonardo Mayer                                                                             |
| 3 de febrer    | Viña del Mar                    | Terra batuda     | Oliver Marach / Florin Mergea                                                  | Juan Sebastián Cabal / Robert Farah Maksoud                                                |
| 10 de febrer   | Rotterdam                       | Dura (i)         | Tomáš Berdych                                                                  | Marin Čilić                                                                                |
| 10 de febrer   | Rotterdam                       | Dura (i)         | Michaël Llodra / Nicolas Mahut                                                 | Jean-Julien Rojer / Horia Tecău                                                            |
| 10 de febrer   | Memphis                         | Dura (i)         | Kei Nishikori                                                                  | Ivo Karlović                                                                               |
| 10 de febrer   | Memphis                         | Dura (i)         | Eric Butorac / Raven Klaasen                                                   | Bob Bryan / Mike Bryan                                                                     |
| 10 de febrer   | Buenos Aires                    | Terra batuda     | David Ferrer                                                                   | Fabio Fognini                                                                              |
| 10 de febrer   | Buenos Aires                    | Terra batuda     | Marcel Granollers / Marc López                                                 | Pablo Cuevas / Horacio Zeballos                                                            |
| 17 de febrer   | Rio de Janeiro                  | Terra batuda     | Rafael Nadal                                                                   | Aleksandr Dolhopòlov                                                                       |
| 17 de febrer   | Rio de Janeiro                  | Terra batuda     | Juan Sebastián Cabal / Robert Farah Maksoud                                    | David Marrero / Marcelo Melo                                                               |
| 17 de febrer   | Marsella                        | Dura (i)         | Ernests Gulbis                                                                 | Jo-Wilfried Tsonga                                                                         |
| 17 de febrer   | Marsella                        | Dura (i)         | Julien Benneteau / Édouard Roger-Vasselin                                      | Paul Hanley / Jonathan Marray                                                              |
| 17 de febrer   | Delray Beach                    | Dura             | Marin Čilić                                                                    | Kevin Anderson                                                                             |
| 17 de febrer   | Delray Beach                    | Dura             | Bob Bryan / Mike Bryan                                                         | František Čermák / Mikhaïl Ielguin                                                         |
| 24 de febrer   | Acapulco                        | Dura             | Grígor Dimitrov                                                                | Kevin Anderson                                                                             |
| 24 de febrer   | Acapulco                        | Dura             | Kevin Anderson / Matthew Ebden                                                 | Feliciano López / Maks Mirni                                                               |
| 24 de febrer   | Dubai                           | Dura             | Roger Federer                                                                  | Tomáš Berdych                                                                              |
| 24 de febrer   | Dubai                           | Dura             | Rohan Bopanna / Aisam-ul-Haq Qureshi                                           | Daniel Nestor / Nenad Zimonjić                                                             |
| 24 de febrer   | São Paulo                       | Terra batuda (i) | Federico Delbonis                                                              | Paolo Lorenzi                                                                              |
| 24 de febrer   | São Paulo                       | Terra batuda (i) | Guillermo García López / Philipp Oswald                                        | Juan Sebastián Cabal / Robert Farah Maksoud                                                |
| 3 de març      | Indian Wells                    | Dura             | Novak Đoković                                                                  | Roger Federer                                                                              |
| 3 de març      | Indian Wells                    | Dura             | Bob Bryan / Mike Bryan                                                         | Alexander Peya / Bruno Soares                                                              |
| 17 de març     | Miami                           | Dura             | Novak Đoković                                                                  | Rafael Nadal                                                                               |
| 17 de març     | Miami                           | Dura             | Bob Bryan / Mike Bryan                                                         | Juan Sebastián Cabal / Robert Farah Maksoud                                                |
| 31 de març     | Copa Davis (Quarts de final)    |                  | Txèquia · França · Itàlia · Suïssa                                             | Japó · Alemanya · Regne Unit · Kazakhstan                                                  |
| 7 d'abril      | Houston                         | Terra batuda     | Fernando Verdasco                                                              | Nicolás Almagro                                                                            |
| 7 d'abril      | Houston                         | Terra batuda     | Bob Bryan / Mike Bryan                                                         | David Marrero / Fernando Verdasco                                                          |
| 7 d'abril      | Casablanca                      | Terra batuda     | Guillermo García López                                                         | Marcel Granollers                                                                          |
| 7 d'abril      | Casablanca                      | Terra batuda     | Jean-Julien Rojer / Horia Tecău                                                | Tomasz Bednarek / Lukáš Dlouhý                                                             |
| 14 d'abril     | Montecarlo                      | Terra batuda     | Stanislas Wawrinka                                                             | Roger Federer                                                                              |
| 14 d'abril     | Montecarlo                      | Terra batuda     | Bob Bryan / Mike Bryan                                                         | Ivan Dodig / Marcelo Melo                                                                  |
| 21 d'abril     | Barcelona                       | Terra batuda     | Kei Nishikori                                                                  | Santiago Giraldo                                                                           |
| 21 d'abril     | Barcelona                       | Terra batuda     | Jesse Huta Galung / Stéphane Robert                                            | Daniel Nestor / Nenad Zimonjić                                                             |
| 21 d'abril     | Bucarest                        | Terra batuda     | Grígor Dimitrov                                                                | Lukáš Rosol                                                                                |
| 21 d'abril     | Bucarest                        | Terra batuda     | Jean-Julien Rojer / Horia Tecău                                                | Mariusz Fyrstenberg / Marcin Matkowski                                                     |
| 28 d'abril     | Oeiras                          | Terra batuda     | Carlos Berlocq                                                                 | Tomáš Berdych                                                                              |
| 28 d'abril     | Oeiras                          | Terra batuda     | Santiago González / Scott Lipsky                                               | Pablo Cuevas / David Marrero                                                               |
| 28 d'abril     | Múnic                           | Terra batuda     | Martin Kližan                                                                  | Fabio Fognini                                                                              |
| 28 d'abril     | Múnic                           | Terra batuda     | Jamie Murray / John Peers                                                      | Colin Fleming / Ross Hutchins                                                              |
| 5 de maig      | Madrid                          | Terra batuda     | Rafael Nadal                                                                   | Kei Nishikori                                                                              |
| 5 de maig      | Madrid                          | Terra batuda     | Daniel Nestor / Nenad Zimonjić                                                 | Bob Bryan / Mike Bryan                                                                     |
| 12 de maig     | Roma                            | Terra batuda     | Novak Đoković                                                                  | Rafael Nadal                                                                               |
| 12 de maig     | Roma                            | Terra batuda     | Daniel Nestor / Nenad Zimonjić                                                 | Robin Haase / Feliciano López                                                              |
| 19 de maig     | Niça                            | Terra batuda     | Ernests Gulbis                                                                 | Federico Delbonis                                                                          |
| 19 de maig     | Niça                            | Terra batuda     | Martin Kližan / Philipp Oswald                                                 | Rohan Bopanna / Aisam-ul-Haq Qureshi                                                       |
| 19 de maig     | Düsseldorf                      | Terra batuda     | Philipp Kohlschreiber                                                          | Ivo Karlović                                                                               |
| 19 de maig     | Düsseldorf                      | Terra batuda     | Santiago González / Scott Lipsky                                               | Martin Emmrich / Christopher Kas                                                           |
| 26 de maig     | Roland Garros                   | Terra batuda     | Rafael Nadal                                                                   | Novak Đoković                                                                              |
| 26 de maig     | Roland Garros                   | Terra batuda     | Julien Benneteau / Edouard Roger-Vasselin                                      | Marcel Granollers / Marc López                                                             |
| 26 de maig     | Roland Garros                   | Terra batuda     | Anna-Lena Grönefeld / Jean-Julien Rojer                                        | Julia Görges / Nenad Zimonjić                                                              |
| 9 de juny      | Halle                           | Gespa            | Roger Federer                                                                  | Alejandro Falla                                                                            |
| 9 de juny      | Halle                           | Gespa            | Andre Begemann / Julian Knowle                                                 | Marco Chiudinelli / Roger Federer                                                          |
| 9 de juny      | Queen's                         | Gespa            | Grígor Dimitrov                                                                | Feliciano López                                                                            |
| 9 de juny      | Queen's                         | Gespa            | Alexander Peya / Bruno Soares                                                  | Jamie Murray / John Peers                                                                  |
| 16 de juny     | 's-Hertogenbosch                | Gespa            | Roberto Bautista Agut                                                          | Benjamin Becker                                                                            |
| 16 de juny     | 's-Hertogenbosch                | Gespa            | Jean-Julien Rojer / Horia Tecău                                                | Santiago González / Scott Lipsky                                                           |
| 16 de juny     | Eastbourne                      | Gespa            | Feliciano López                                                                | Richard Gasquet                                                                            |
| 16 de juny     | Eastbourne                      | Gespa            | Treat Conrad Huey / Dominic Inglot                                             | Alexander Peya / Bruno Soares                                                              |
| 23 de juny     | Wimbledon                       | Gespa            | Novak Đoković                                                                  | Roger Federer                                                                              |
| 23 de juny     | Wimbledon                       | Gespa            | Vasek Pospisil / Jack Sock                                                     | Bob Bryan / Mike Bryan                                                                     |
| 23 de juny     | Wimbledon                       | Gespa            | Samantha Stosur / Nenad Zimonjić                                               | Chan Hao-Ching / Maks Mirni                                                                |
| 7 de juliol    | Newport                         | Gespa            | Lleyton Hewitt                                                                 | Ivo Karlović                                                                               |
| 7 de juliol    | Newport                         | Gespa            | Chris Guccione / Lleyton Hewitt                                                | Jonathan Erlich / Rajeev Ram                                                               |
| 7 de juliol    | Bastad                          | Terra batuda     | Pablo Cuevas                                                                   | João Sousa                                                                                 |
| 7 de juliol    | Bastad                          | Terra batuda     | Johan Brunström / Nicholas Monroe                                              | Jérémy Chardy / Oliver Marach                                                              |
| 7 de juliol    | Stuttgart                       | Terra batuda     | Roberto Bautista Agut                                                          | Lukáš Rosol                                                                                |
| 7 de juliol    | Stuttgart                       | Terra batuda     | Mateusz Kowalczyk / Artem Sitak                                                | Guillermo García López / Philipp Oswald                                                    |
| 14 de juliol   | Hamburg                         | Terra batuda     | Leonardo Mayer                                                                 | David Ferrer                                                                               |
| 14 de juliol   | Hamburg                         | Terra batuda     | Marin Draganja / Florin Mergea                                                 | Alexander Peya / Bruno Soares                                                              |
| 14 de juliol   | Bogotà                          | Dura             | Bernard Tomic                                                                  | Ivo Karlović                                                                               |
| 14 de juliol   | Bogotà                          | Dura             | Sam Groth / Chris Guccione                                                     | Nicolás Barrientos / Juan Sebastián Cabal                                                  |
| 21 de juliol   | Atlanta                         | Dura             | John Isner                                                                     | Dudi Sela                                                                                  |
| 21 de juliol   | Atlanta                         | Dura             | Vasek Pospisil / Jack Sock                                                     | Steve Johnson / Sam Querrey                                                                |
| 21 de juliol   | Umag                            | Terra batuda     | Pablo Cuevas                                                                   | Tommy Robredo                                                                              |
| 21 de juliol   | Umag                            | Terra batuda     | František Čermák / Lukáš Rosol                                                 | Dušan Lajović / Franko Škugor                                                              |
| 21 de juliol   | Gstaad                          | Terra batuda     | Pablo Andújar                                                                  | Juan Mónaco                                                                                |
| 21 de juliol   | Gstaad                          | Terra batuda     | Andre Begemann / Robin Haase                                                   | Rameez Junaid / Michal Mertiňák                                                            |
| 28 de juliol   | Washington DC                   | Dura             | Milos Raonic                                                                   | Vasek Pospisil                                                                             |
| 28 de juliol   | Washington DC                   | Dura             | Jean-Julien Rojer / Horia Tecău                                                | Sam Groth / Leander Paes                                                                   |
| 28 de juliol   | Kitzbühel                       | Terra batuda     | David Goffin                                                                   | Dominic Thiem                                                                              |
| 28 de juliol   | Kitzbühel                       | Terra batuda     | Henri Kontinen / Jarkko Nieminen                                               | Daniele Bracciali / Andrei Gólubev                                                         |
| 4 d'agost      | Toronto                         | Dura             | Jo-Wilfried Tsonga                                                             | Roger Federer                                                                              |
| 4 d'agost      | Toronto                         | Dura             | Alexander Peya / Bruno Soares                                                  | Ivan Dodig / Marcelo Melo                                                                  |
| 11 d'agost     | Cincinnati                      | Dura             | Roger Federer                                                                  | David Ferrer                                                                               |
| 11 d'agost     | Cincinnati                      | Dura             | Bob Bryan / Mike Bryan                                                         | Vasek Pospisil / Jack Sock                                                                 |
| 18 d'agost     | Winston-Salem                   | Dura             | Lukáš Rosol                                                                    | Jerzy Janowicz                                                                             |
| 18 d'agost     | Winston-Salem                   | Dura             | Juan Sebastián Cabal / Robert Farah Maksoud                                    | Jamie Murray / John Peers                                                                  |
| 25 d'agost     | US Open                         | Dura             | Marin Čilić                                                                    | Kei Nishikori                                                                              |
| 25 d'agost     | US Open                         | Dura             | Bob Bryan / Mike Bryan                                                         | Marcel Granollers / Marc López                                                             |
| 25 d'agost     | US Open                         | Dura             | Sania Mirza / Bruno Soares                                                     | Abigail Spears / Santiago González                                                         |
| 8 de setembre  | Copa Davis (Semifinals)         |                  | França · Suïssa                                                                | Txèquia · Itàlia                                                                           |
| 15 de setembre | Metz                            | Dura (i)         | David Goffin                                                                   | João Sousa                                                                                 |
| 15 de setembre | Metz                            | Dura (i)         | Mariusz Fyrstenberg / Marcin Matkowski                                         | Marin Draganja / Henri Kontinen                                                            |
| 15 de setembre | Tel-Aviv                        | Dura (i)         | Torneig cancel·lat                                                             | Torneig cancel·lat                                                                         |
| 22 de setembre | Kuala Lumpur                    | Dura (i)         | Kei Nishikori                                                                  | Julien Benneteau                                                                           |
| 22 de setembre | Kuala Lumpur                    | Dura (i)         | Marcin Matkowski / Leander Paes                                                | Jamie Murray / John Peers                                                                  |
| 22 de setembre | Shenzhen                        | Dura             | Andy Murray                                                                    | Tommy Robredo                                                                              |
| 22 de setembre | Shenzhen                        | Dura             | Jean-Julien Rojer / Horia Tecău                                                | Sam Groth / Chris Guccione                                                                 |
| 29 de setembre | Pequín                          | Dura             | Novak Đoković                                                                  | Tomáš Berdych                                                                              |
| 29 de setembre | Pequín                          | Dura             | Jean-Julien Rojer / Horia Tecău                                                | Julien Benneteau / Vasek Pospisil                                                          |
| 29 de setembre | Tòquio                          | Dura             | Kei Nishikori                                                                  | Milos Raonic                                                                               |
| 29 de setembre | Tòquio                          | Dura             | Pierre-Hugues Herbert / Michał Przysiężny                                      | Ivan Dodig / Marcelo Melo                                                                  |
| 6 d'octubre    | Xangai                          | Dura             | Roger Federer                                                                  | Gilles Simon                                                                               |
| 6 d'octubre    | Xangai                          | Dura             | Bob Bryan / Mike Bryan                                                         | Julien Benneteau / Édouard Roger-Vasselin                                                  |
| 13 d'octubre   | Estocolm                        | Dura (i)         | Tomáš Berdych                                                                  | Grigor Dimitrov                                                                            |
| 13 d'octubre   | Estocolm                        | Dura (i)         | Eric Butorac / Raven Klaasen                                                   | Treat Conrad Huey / Jack Sock                                                              |
| 13 d'octubre   | Moscou                          | Dura (i)         | Marin Čilić                                                                    | Roberto Bautista Agut                                                                      |
| 13 d'octubre   | Moscou                          | Dura (i)         | František Čermák / Jiří Veselý                                                 | Sam Groth / Chris Guccione                                                                 |
| 13 d'octubre   | Viena                           | Dura (i)         | Andy Murray                                                                    | David Ferrer                                                                               |
| 13 d'octubre   | Viena                           | Dura (i)         | Jürgen Melzer / Philipp Petzschner                                             | Andre Begemann / Julian Knowle                                                             |
| 20 d'octubre   | Basilea                         | Dura (i)         | Roger Federer                                                                  | David Goffin                                                                               |
| 20 d'octubre   | Basilea                         | Dura (i)         | Vasek Pospisil / Nenad Zimonjić                                                | Marin Draganja / Henri Kontinen                                                            |
| 20 d'octubre   | València                        | Dura (i)         | Andy Murray                                                                    | Tommy Robredo                                                                              |
| 20 d'octubre   | València                        | Dura (i)         | Jean-Julien Rojer / Horia Tecău                                                | Kevin Anderson / Jérémy Chardy                                                             |
| 27 d'octubre   | París                           | Dura (i)         | Novak Đoković                                                                  | Milos Raonic                                                                               |
| 27 d'octubre   | París                           | Dura (i)         | Bob Bryan / Mike Bryan                                                         | Marcin Matkowski / Jürgen Melzer                                                           |
| 10 de novembre | ATP World Tour Finals (Londres) | Dura (i)         | Novak Đoković                                                                  | Roger Federer                                                                              |
| 10 de novembre | ATP World Tour Finals (Londres) | Dura (i)         | Bob Bryan / Mike Bryan                                                         | Ivan Dodig / Marcelo Melo                                                                  |
| 17 de novembre | Copa Davis (Final)              |                  | Suïssa                                                                         | França                                                                                     |

## Estadístiques
La següent taula mostra el nombre de títols aconseguits de forma individual (I), dobles (D) i dobles mixtes (X) aconseguits per cada tennista i també per països durant la temporada 2014. Els torneigs estan classificats segons la seva categoria dins el calendari ATP World Tour 2014: Grand Slams, ATP World Tour Finals, ATP World Tour Masters 1000, sèries ATP World Tour 500 i sèries ATP World Tour 250. L'ordre del jugadors s'ha establert a partir del nombre total de títols i llavors segons la categoria dels títols.

### Títols per tennista
| Total | Tennista               | Grand Slams | Grand Slams | Grand Slams | ATP World Tour Finals | ATP World Tour Finals | ATP World Tour Masters 1000 | ATP World Tour Masters 1000 | ATP World Tour 500 | ATP World Tour 500 | ATP World Tour 250 | ATP World Tour 250 | Resum | Resum | Resum |
| Total | Tennista               | I           | D           | X           | I                     | D                     | I                           | D                           | I                  | D                  | I                  | D                  | I     | D     | X     |
| ----- | ---------------------- | ----------- | ----------- | ----------- | --------------------- | --------------------- | --------------------------- | --------------------------- | ------------------ | ------------------ | ------------------ | ------------------ | ----- | ----- | ----- |
| 10    | Bob Bryan              |             | ●           |             |                       | ●                     |                             | ●                           |                    |                    |                    | ●                  | 0     | 10    | 0     |
| 10    | Mike Bryan             |             | ●           |             |                       | ●                     |                             | ●                           |                    |                    |                    | ●                  | 0     | 10    | 0     |
| 9     | Jean-Julien Rojer      |             |             | ●           |                       |                       |                             |                             |                    | ●                  |                    | ●                  | 0     | 8     | 1     |
| 8     | Horia Tecău            |             |             |             |                       |                       |                             |                             |                    | ●                  |                    | ●                  | 0     | 8     | 0     |
| 7     | Novak Đoković          | ●           |             |             | ●                     |                       | ●                           |                             | ●                  |                    |                    |                    | 7     | 0     | 0     |
| 5     | Nenad Zimonjić         |             |             | ●           |                       |                       |                             | ●                           |                    | ●                  |                    | ●                  | 0     | 4     | 1     |
| 5     | Daniel Nestor          |             |             | ●           |                       |                       |                             | ●                           |                    |                    |                    | ●                  | 0     | 4     | 1     |
| 5     | Roger Federer          |             |             |             |                       |                       | ●                           |                             | ●                  |                    | ●                  |                    | 5     | 0     | 0     |
| 4     | Rafael Nadal           | ●           |             |             |                       |                       | ●                           |                             | ●                  |                    | ●                  |                    | 4     | 0     | 0     |
| 4     | Marin Čilić            | ●           |             |             |                       |                       |                             |                             |                    |                    | ●                  |                    | 4     | 0     | 0     |
| 4     | Kei Nishikori          |             |             |             |                       |                       |                             |                             | ●                  |                    | ●                  |                    | 4     | 0     | 0     |
| 3     | Stanislas Wawrinka     | ●           |             |             |                       |                       | ●                           |                             |                    |                    | ●                  |                    | 3     | 0     | 0     |
| 3     | Bruno Soares           |             |             | ●           |                       |                       |                             | ●                           |                    |                    |                    | ●                  | 0     | 2     | 1     |
| 3     | Vasek Pospisil         |             | ●           |             |                       |                       |                             |                             |                    | ●                  |                    | ●                  | 0     | 3     | 0     |
| 3     | Grígor Dimitrov        |             |             |             |                       |                       |                             |                             | ●                  |                    | ●                  |                    | 3     | 0     | 0     |
| 3     | Andy Murray            |             |             |             |                       |                       |                             |                             | ●                  |                    | ●                  |                    | 3     | 0     | 0     |
| 3     | Tomáš Berdych          |             |             |             |                       |                       |                             |                             | ●                  |                    | ●                  | ●                  | 2     | 1     | 0     |
| 3     | Lleyton Hewitt         |             |             |             |                       |                       |                             |                             |                    |                    | ●                  | ●                  | 2     | 1     | 0     |
| 2     | Julien Benneteau       |             | ●           |             |                       |                       |                             |                             |                    |                    |                    | ●                  | 0     | 2     | 0     |
| 2     | Édouard Roger-Vasselin |             | ●           |             |                       |                       |                             |                             |                    |                    |                    | ●                  | 0     | 2     | 0     |
| 2     | Jack Sock              |             | ●           |             |                       |                       |                             |                             |                    |                    |                    | ●                  | 0     | 2     | 0     |
| 2     | Alexander Peya         |             |             |             |                       |                       |                             | ●                           |                    |                    |                    | ●                  | 0     | 2     | 0     |
| 2     | Juan Sebastián Cabal   |             |             |             |                       |                       |                             |                             |                    | ●                  |                    | ●                  | 0     | 2     | 0     |
| 2     | Robert Farah Maksoud   |             |             |             |                       |                       |                             |                             |                    | ●                  |                    | ●                  | 0     | 2     | 0     |
| 2     | Florin Mergea          |             |             |             |                       |                       |                             |                             |                    | ●                  |                    | ●                  | 0     | 2     | 0     |
| 2     | Roberto Bautista Agut  |             |             |             |                       |                       |                             |                             |                    |                    | ●                  |                    | 2     | 0     | 0     |
| 2     | Pablo Cuevas           |             |             |             |                       |                       |                             |                             |                    |                    | ●                  |                    | 2     | 0     | 0     |
| 2     | David Goffin           |             |             |             |                       |                       |                             |                             |                    |                    | ●                  |                    | 2     | 0     | 0     |
| 2     | Ernests Gulbis         |             |             |             |                       |                       |                             |                             |                    |                    | ●                  |                    | 2     | 0     | 0     |
| 2     | John Isner             |             |             |             |                       |                       |                             |                             |                    |                    | ●                  |                    | 2     | 0     | 0     |
| 2     | Guillermo García López |             |             |             |                       |                       |                             |                             |                    |                    | ●                  | ●                  | 1     | 1     | 0     |
| 2     | Martin Kližan          |             |             |             |                       |                       |                             |                             |                    |                    | ●                  | ●                  | 1     | 1     | 0     |
| 2     | Lukáš Rosol            |             |             |             |                       |                       |                             |                             |                    |                    | ●                  | ●                  | 1     | 1     | 0     |
| 2     | Andre Begemann         |             |             |             |                       |                       |                             |                             |                    |                    |                    | ●                  | 0     | 2     | 0     |
| 2     | Johan Brunström        |             |             |             |                       |                       |                             |                             |                    |                    |                    | ●                  | 0     | 2     | 0     |
| 2     | Eric Butorac           |             |             |             |                       |                       |                             |                             |                    |                    |                    | ●                  | 0     | 2     | 0     |
| 2     | František Čermák       |             |             |             |                       |                       |                             |                             |                    |                    |                    | ●                  | 0     | 2     | 0     |
| 2     | Mariusz Fyrstenberg    |             |             |             |                       |                       |                             |                             |                    |                    |                    | ●                  | 0     | 2     | 0     |
| 2     | Santiago González      |             |             |             |                       |                       |                             |                             |                    |                    |                    | ●                  | 0     | 2     | 0     |
| 2     | Chris Guccione         |             |             |             |                       |                       |                             |                             |                    |                    |                    | ●                  | 0     | 2     | 0     |
| 2     | Raven Klaasen          |             |             |             |                       |                       |                             |                             |                    |                    |                    | ●                  | 0     | 2     | 0     |
| 2     | Julian Knowle          |             |             |             |                       |                       |                             |                             |                    |                    |                    | ●                  | 0     | 2     | 0     |
| 2     | Scott Lipsky           |             |             |             |                       |                       |                             |                             |                    |                    |                    | ●                  | 0     | 2     | 0     |
| 2     | Marcin Matkowski       |             |             |             |                       |                       |                             |                             |                    |                    |                    | ●                  | 0     | 2     | 0     |
| 2     | Philipp Oswald         |             |             |             |                       |                       |                             |                             |                    |                    |                    | ●                  | 0     | 2     | 0     |
| 1     | Lukasz Kubot           |             | ●           |             |                       |                       |                             |                             |                    |                    |                    |                    | 0     | 1     | 0     |
| 1     | Robert Lindstedt       |             | ●           |             |                       |                       |                             |                             |                    |                    |                    |                    | 0     | 1     | 0     |
| 1     | Jo-Wilfried Tsonga     |             |             |             |                       |                       | ●                           |                             |                    |                    |                    |                    | 1     | 0     | 0     |
| 1     | Leonardo Mayer         |             |             |             |                       |                       |                             |                             | ●                  |                    |                    |                    | 1     | 0     | 0     |
| 1     | Milos Raonic           |             |             |             |                       |                       |                             |                             | ●                  |                    |                    |                    | 1     | 0     | 0     |
| 1     | Kevin Anderson         |             |             |             |                       |                       |                             |                             |                    | ●                  |                    |                    | 0     | 1     | 0     |
| 1     | Rohan Bopanna          |             |             |             |                       |                       |                             |                             |                    | ●                  |                    |                    | 0     | 1     | 0     |
| 1     | Marin Draganja         |             |             |             |                       |                       |                             |                             |                    | ●                  |                    |                    | 0     | 1     | 0     |
| 1     | Matthew Ebden          |             |             |             |                       |                       |                             |                             |                    | ●                  |                    |                    | 0     | 1     | 0     |
| 1     | Jesse Huta Galung      |             |             |             |                       |                       |                             |                             |                    | ●                  |                    |                    | 0     | 1     | 0     |
| 1     | Pierre-Hugues Herbert  |             |             |             |                       |                       |                             |                             |                    | ●                  |                    |                    | 0     | 1     | 0     |
| 1     | Michaël Llodra         |             |             |             |                       |                       |                             |                             |                    | ●                  |                    |                    | 0     | 1     | 0     |
| 1     | Nicolas Mahut          |             |             |             |                       |                       |                             |                             |                    | ●                  |                    |                    | 0     | 1     | 0     |
| 1     | Michał Przysiężny      |             |             |             |                       |                       |                             |                             |                    | ●                  |                    |                    | 0     | 1     | 0     |
| 1     | Aisam-ul-Haq Qureshi   |             |             |             |                       |                       |                             |                             |                    | ●                  |                    |                    | 0     | 1     | 0     |
| 1     | Stéphane Robert        |             |             |             |                       |                       |                             |                             |                    | ●                  |                    |                    | 0     | 1     | 0     |
| 1     | Pablo Andújar          |             |             |             |                       |                       |                             |                             |                    |                    | ●                  |                    | 1     | 0     | 0     |
| 1     | Carlos Berlocq         |             |             |             |                       |                       |                             |                             |                    |                    | ●                  |                    | 1     | 0     | 0     |
| 1     | Federico Delbonis      |             |             |             |                       |                       |                             |                             |                    |                    | ●                  |                    | 1     | 0     | 0     |
| 1     | Juan Martín del Potro  |             |             |             |                       |                       |                             |                             |                    |                    | ●                  |                    | 1     | 0     | 0     |
| 1     | David Ferrer           |             |             |             |                       |                       |                             |                             |                    |                    | ●                  |                    | 1     | 0     | 0     |
| 1     | Fabio Fognini          |             |             |             |                       |                       |                             |                             |                    |                    | ●                  |                    | 1     | 0     | 0     |
| 1     | Philipp Kohlschreiber  |             |             |             |                       |                       |                             |                             |                    |                    | ●                  |                    | 1     | 0     | 0     |
| 1     | Feliciano López        |             |             |             |                       |                       |                             |                             |                    |                    | ●                  |                    | 1     | 0     | 0     |
| 1     | Gaël Monfils           |             |             |             |                       |                       |                             |                             |                    |                    | ●                  |                    | 1     | 0     | 0     |
| 1     | Bernard Tomic          |             |             |             |                       |                       |                             |                             |                    |                    | ●                  |                    | 1     | 0     | 0     |
| 1     | Fernando Verdasco      |             |             |             |                       |                       |                             |                             |                    |                    | ●                  |                    | 1     | 0     | 0     |
| 1     | Nikolai Davidenko      |             |             |             |                       |                       |                             |                             |                    |                    |                    | ●                  | 0     | 1     | 0     |
| 1     | Marcel Granollers      |             |             |             |                       |                       |                             |                             |                    |                    |                    | ●                  | 0     | 1     | 0     |
| 1     | Sam Groth              |             |             |             |                       |                       |                             |                             |                    |                    |                    | ●                  | 0     | 1     | 0     |
| 1     | Robin Haase            |             |             |             |                       |                       |                             |                             |                    |                    |                    | ●                  | 0     | 1     | 0     |
| 1     | Jan Hájek              |             |             |             |                       |                       |                             |                             |                    |                    |                    | ●                  | 0     | 1     | 0     |
| 1     | Treat Conrad Huey      |             |             |             |                       |                       |                             |                             |                    |                    |                    | ●                  | 0     | 1     | 0     |
| 1     | Dominic Inglot         |             |             |             |                       |                       |                             |                             |                    |                    |                    | ●                  | 0     | 1     | 0     |
| 1     | Denis Istomin          |             |             |             |                       |                       |                             |                             |                    |                    |                    | ●                  | 0     | 1     | 0     |
| 1     | Henri Kontinen         |             |             |             |                       |                       |                             |                             |                    |                    |                    | ●                  | 0     | 1     | 0     |
| 1     | Mateusz Kowalczyk      |             |             |             |                       |                       |                             |                             |                    |                    |                    | ●                  | 0     | 1     | 0     |
| 1     | Marc López             |             |             |             |                       |                       |                             |                             |                    |                    |                    | ●                  | 0     | 1     | 0     |
| 1     | Oliver Marach          |             |             |             |                       |                       |                             |                             |                    |                    |                    | ●                  | 0     | 1     | 0     |
| 1     | Marcelo Melo           |             |             |             |                       |                       |                             |                             |                    |                    |                    | ●                  | 0     | 1     | 0     |
| 1     | Jürgen Melzer          |             |             |             |                       |                       |                             |                             |                    |                    |                    | ●                  | 0     | 1     | 0     |
| 1     | Nicholas Monroe        |             |             |             |                       |                       |                             |                             |                    |                    |                    | ●                  | 0     | 1     | 0     |
| 1     | Jamie Murray           |             |             |             |                       |                       |                             |                             |                    |                    |                    | ●                  | 0     | 1     | 0     |
| 1     | Frederik Nielsen       |             |             |             |                       |                       |                             |                             |                    |                    |                    | ●                  | 0     | 1     | 0     |
| 1     | Jarkko Nieminen        |             |             |             |                       |                       |                             |                             |                    |                    |                    | ●                  | 0     | 1     | 0     |
| 1     | Leander Paes           |             |             |             |                       |                       |                             |                             |                    |                    |                    | ●                  | 0     | 1     | 0     |
| 1     | John Peers             |             |             |             |                       |                       |                             |                             |                    |                    |                    | ●                  | 0     | 1     | 0     |
| 1     | Philipp Petzschner     |             |             |             |                       |                       |                             |                             |                    |                    |                    | ●                  | 0     | 1     | 0     |
| 1     | Artem Sitak            |             |             |             |                       |                       |                             |                             |                    |                    |                    | ●                  | 0     | 1     | 0     |
| 1     | Jiří Veselý            |             |             |             |                       |                       |                             |                             |                    |                    |                    | ●                  | 0     | 1     | 0     |

### Títols per país
| Total | País          | Grand Slams | Grand Slams | Grand Slams | ATP World Tour Finals | ATP World Tour Finals | ATP World Tour Masters 1000 | ATP World Tour Masters 1000 | ATP World Tour 500 | ATP World Tour 500 | ATP World Tour 250 | ATP World Tour 250 | Resum | Resum | Resum |
| Total | País          | I           | D           | X           | I                     | D                     | I                           | D                           | I                  | D                  | I                  | D                  | I     | D     | X     |
| ----- | ------------- | ----------- | ----------- | ----------- | --------------------- | --------------------- | --------------------------- | --------------------------- | ------------------ | ------------------ | ------------------ | ------------------ | ----- | ----- | ----- |
| 19    | Estats Units  |             | 2           |             |                       | 1                     |                             | 6                           |                    |                    | 2                  | 8                  | 2     | 17    | 0     |
| 13    | Espanya       | 1           |             |             |                       |                       | 1                           |                             | 1                  |                    | 8                  | 2                  | 11    | 2     | 0     |
| 12    | Sèrbia        | 1           |             | 1           | 1                     |                       | 4                           | 2                           | 1                  |                    |                    | 1                  | 7     | 4     | 1     |
| 11    | Països Baixos |             |             | 1           |                       |                       |                             |                             |                    | 4                  |                    | 6                  | 0     | 10    | 1     |
| 10    | Romania       |             |             |             |                       |                       |                             |                             |                    | 4                  |                    | 6                  | 0     | 10    | 0     |
| 9     | Canadà        |             | 1           | 1           |                       |                       |                             | 2                           | 1                  | 1                  |                    | 3                  | 1     | 7     | 1     |
| 8     | Suïssa        | 1           |             |             |                       |                       | 3                           |                             | 2                  |                    | 2                  |                    | 8     | 0     | 0     |
| 8     | Àustria       |             |             |             |                       |                       |                             | 1                           |                    |                    |                    | 7                  | 0     | 8     | 0     |
| 7     | França        |             | 1           |             |                       |                       | 1                           |                             |                    | 3                  | 1                  | 1                  | 2     | 5     | 0     |
| 7     | Austràlia     |             |             |             |                       |                       |                             |                             |                    | 1                  | 3                  | 3                  | 3     | 4     | 0     |
| 6     | Polònia       |             | 1           |             |                       |                       |                             |                             |                    | 1                  |                    | 4                  | 0     | 6     | 0     |
| 6     | Txèquia       |             |             |             |                       |                       |                             |                             | 1                  |                    | 2                  | 3                  | 3     | 3     | 0     |
| 5     | Croàcia       | 1           |             |             |                       |                       |                             |                             |                    | 1                  | 3                  |                    | 4     | 1     | 0     |
| 5     | Regne Unit    |             |             |             |                       |                       |                             |                             | 1                  |                    | 2                  | 2                  | 3     | 2     | 0     |
| 4     | Brasil        |             |             | 1           |                       |                       |                             | 1                           |                    |                    |                    | 2                  | 0     | 3     | 1     |
| 4     | Japó          |             |             |             |                       |                       |                             |                             | 2                  |                    | 2                  |                    | 4     | 0     | 0     |
| 4     | Argentina     |             |             |             |                       |                       |                             |                             | 1                  |                    | 3                  |                    | 4     | 0     | 0     |
| 4     | Alemanya      |             |             |             |                       |                       |                             |                             |                    |                    | 1                  | 3                  | 1     | 3     | 0     |
| 3     | Suècia        |             | 1           |             |                       |                       |                             |                             |                    |                    |                    | 2                  | 0     | 3     | 0     |
| 3     | Bulgària      |             |             |             |                       |                       |                             |                             | 1                  |                    | 2                  |                    | 3     | 0     | 0     |
| 3     | Sud-àfrica    |             |             |             |                       |                       |                             |                             |                    | 1                  |                    | 2                  | 0     | 3     | 0     |
| 2     | Colòmbia      |             |             |             |                       |                       |                             |                             |                    | 1                  |                    | 1                  | 0     | 2     | 0     |
| 2     | Índia         |             |             |             |                       |                       |                             |                             |                    | 1                  |                    | 1                  | 0     | 2     | 0     |
| 2     | Bèlgica       |             |             |             |                       |                       |                             |                             |                    |                    | 2                  |                    | 2     | 0     | 0     |
| 2     | Letònia       |             |             |             |                       |                       |                             |                             |                    |                    | 2                  |                    | 2     | 0     | 0     |
| 2     | Uruguai       |             |             |             |                       |                       |                             |                             |                    |                    | 2                  |                    | 2     | 0     | 0     |
| 2     | Eslovàquia    |             |             |             |                       |                       |                             |                             |                    |                    | 1                  | 1                  | 1     | 1     | 0     |
| 2     | Mèxic         |             |             |             |                       |                       |                             |                             |                    |                    |                    | 2                  | 0     | 2     | 0     |
| 1     | Pakistan      |             |             |             |                       |                       |                             |                             |                    | 1                  |                    |                    | 0     | 1     | 0     |
| 1     | Itàlia        |             |             |             |                       |                       |                             |                             |                    |                    | 1                  |                    | 1     | 0     | 0     |
| 1     | Dinamarca     |             |             |             |                       |                       |                             |                             |                    |                    |                    | 1                  | 0     | 1     | 0     |
| 1     | Filipines     |             |             |             |                       |                       |                             |                             |                    |                    |                    | 1                  | 0     | 1     | 0     |
| 1     | Finlàndia     |             |             |             |                       |                       |                             |                             |                    |                    |                    | 1                  | 0     | 1     | 0     |
| 1     | Nova Zelanda  |             |             |             |                       |                       |                             |                             |                    |                    |                    | 1                  | 0     | 1     | 0     |
| 1     | Rússia        |             |             |             |                       |                       |                             |                             |                    |                    |                    | 1                  | 0     | 1     | 0     |
| 1     | Uzbekistan    |             |             |             |                       |                       |                             |                             |                    |                    |                    | 1                  | 0     | 1     | 0     |

## Rànquings

### Individual
| Rànquing individual ATP 2014 | Rànquing individual ATP 2014 | Rànquing individual ATP 2014 | Rànquing individual ATP 2014 | Rànquing individual ATP 2014 | Rànquing individual ATP 2014 |
| Pos.                         | Tennista                     | Punts                        | Torneigs                     | Ant.                         | Mov.                         |
| ---------------------------- | ---------------------------- | ---------------------------- | ---------------------------- | ---------------------------- | ---------------------------- |
| 1                            | Novak Đoković                | 11.360                       | 17                           | 2                            | 1                            |
| 2                            | Roger Federer                | 9.775                        | 19                           | 6                            | 4                            |
| 3                            | Rafael Nadal                 | 6.835                        | 19                           | 1                            | 2                            |
| 4                            | Stanislas Wawrinka           | 5.370                        | 19                           | 8                            | 4                            |
| 5                            | Kei Nishikori                | 5.025                        | 22                           | 17                           | 12                           |
| 6                            | Andy Murray                  | 4.675                        | 22                           | 4                            | 2                            |
| 7                            | Tomáš Berdych                | 4.600                        | 24                           | 7                            | =                            |
| 8                            | Milos Raonic                 | 4.440                        | 21                           | 11                           | 3                            |
| 9                            | Marin Cilic                  | 4.150                        | 25                           | 37                           | 28                           |
| 10                           | David Ferrer                 | 4.045                        | 26                           | 3                            | 7                            |
| 11                           | Grigor Dimitrov              | 3.645                        | 21                           | 23                           | 12                           |
| 12                           | Jo-Wilfried Tsonga           | 2.740                        | 20                           | 10                           | 2                            |
| 13                           | Ernests Gulbis               | 2.455                        | 24                           | 24                           | 11                           |
| 14                           | Feliciano López              | 2.130                        | 27                           | 28                           | 14                           |
| 15                           | Roberto Bautista Agut        | 2.110                        | 24                           | 59                           | 44                           |
| 16                           | Kevin Anderson               | 2.080                        | 24                           | 20                           | 4                            |
| 17                           | Tommy Robredo                | 2.015                        | 26                           | 18                           | 1                            |
| 18                           | Gaël Monfils                 | 1.900                        | 20                           | 31                           | 13                           |
| 19                           | John Isner                   | 1.890                        | 24                           | 14                           | 5                            |
| 20                           | Fabio Fognini                | 1.790                        | 26                           | 16                           | 4                            |

#### Evolució número 1
| Tennista      | Data inici          | Data fi             | Setmanes |
| ------------- | ------------------- | ------------------- | -------- |
| Rafael Nadal  | Final 2013          | 6 de juliol de 2014 | 27       |
| Novak Đoković | 7 de juliol de 2014 | Final 2014          | 25       |

### Dobles
| Rànquing dobles ATP 2014 | Rànquing dobles ATP 2014 | Rànquing dobles ATP 2014 | Rànquing dobles ATP 2014 | Rànquing dobles ATP 2014 | Rànquing dobles ATP 2014 |
| Pos.                     | Tennista                 | Punts                    | Torneigs                 | Ant.                     | Mov.                     |
| ------------------------ | ------------------------ | ------------------------ | ------------------------ | ------------------------ | ------------------------ |
| 1                        | Bob Bryan                | 12.740                   | 22                       | 1                        | =                        |
| =                        | Mike Bryan               | 12.740                   | 22                       | 1                        | =                        |
| 3                        | Nenad Zimonjić           | 6.430                    | 24                       | 14                       | 11                       |
| 4                        | Daniel Nestor            | 6.270                    | 26                       | 25                       | 21                       |
| 5                        | Julien Benneteau         | 5.350                    | 21                       | 26                       | 21                       |
| 6                        | Marcelo Melo             | 5.100                    | 26                       | 6                        | =                        |
| 7                        | Edouard Roger-Vasselin   | 5.050                    | 21                       | 17                       | 10                       |
| 8                        | Marcel Granollers        | 4.830                    | 25                       | 12                       | 4                        |
| 9                        | Marc López               | 4.650                    | 19                       | 11                       | 2                        |
| 10                       | Alexander Peya           | 4.570                    | 27                       | 4                        | 6                        |
| =                        | Bruno Soares             | 4.570                    | 27                       | 3                        | 7                        |
| 12                       | Ivan Dodig               | 4.370                    | 22                       | 7                        | 5                        |
| 13                       | Robert Lindstedt         | 3.995                    | 27                       | 19                       | 6                        |
| 14                       | Vasek Pospisil           | 3.940                    | 22                       | 87                       | 73                       |
| 15                       | Jack Sock                | 3.825                    | 15                       | 98                       | 83                       |
| 16                       | Jean-Julien Rojer        | 3.740                    | 30                       | 15                       | 1                        |
| 17                       | Horia Tecau              | 3.740                    | 29                       | 23                       | 6                        |
| 18                       | Lukasz Kubot             | 3.680                    | 20                       | 37                       | 19                       |
| 19                       | Nicolas Mahut            | 3.350                    | 21                       | 32                       | 13                       |
| 20                       | Eric Butorac             | 3.320                    | 27                       | 47                       | 27                       |

| Rànquing parelles ATP 2014 | Rànquing parelles ATP 2014              | Rànquing parelles ATP 2014 | Rànquing parelles ATP 2014 | Rànquing parelles ATP 2014 | Rànquing parelles ATP 2014 |
| Pos.                       | Parella                                 | Punts                      | Torneigs                   | Ant.                       | Mov.                       |
| -------------------------- | --------------------------------------- | -------------------------- | -------------------------- | -------------------------- | -------------------------- |
| 1                          | Mike Bryan Bob Bryan                    | 12.800                     | 22                         | 1                          | =                          |
| 2                          | Daniel Nestor Nenad Zimonjić            | 6.020                      | 20                         | −                          | Augment                    |
| 3                          | Julien Benneteau Edouard Roger-Vasselin | 5.140                      | 18                         | 91                         | 88                         |
| 4                          | Alexander Peya Bruno Soares             | 4.870                      | 26                         | 2                          | 2                          |
| 5                          | Marcel Granollers Marc López            | 4,650                      | 18                         | 5                          | =                          |
| 6                          | Jean-Julien Rojer Horia Tecau           | 4.490                      | 29                         | −                          | Augment                    |
| 7                          | Ivan Dodig Marcelo Melo                 | 4.370                      | 20                         | 3                          | 4                          |
| 8                          | Lukasz Kubot Robert Lindstedt           | 3.680                      | 19                         | −                          | Augment                    |
| 9                          | Eric Butorac Raven Klaasen              | 3.385                      | 27                         | 48                         | 39                         |
| 10                         | Vasek Pospisil Jack Sock                | 3.030                      | 7                          | −                          | Augment                    |

#### Evolució número 1
| Tennista/es          | Data inici | Data fi    | Setmanes |
| -------------------- | ---------- | ---------- | -------- |
| Mike Bryan Bob Bryan | Final 2013 | Final 2014 | 52       |

## Premis
Els ATP World Tour Awards de la temporada 2014 es van atorgar als següents tennistes:
- Roberto Bautista Agut: Jugador revelació de l'any (Most Improved Player of the Year)[2][3]
- David Goffin: Millor retorn de l'any (Comeback Player of the Year)[2][4]
- Borna Coric: Estrella del demà (Star of Tomorrow)[2][3]

## Distribució de punts
| Categoria                             | G                     | F                    | SF                  | QF                                                                                               | R16                                                                                              | R32                                                                                              | R64                                                                                              | R128                                                                                             | Q                                                                                                | Q3                                                                                               | Q2                                                                                               | Q1                                                                                               |
| Grand Slam (128I)                     | 2000                  | 1200                 | 720                 | 360                                                                                              | 180                                                                                              | 90                                                                                               | 45                                                                                               | 10                                                                                               | 25                                                                                               | 16                                                                                               | 8                                                                                                | 0                                                                                                |
| Grand Slam (64D)                      | 2000                  | 1200                 | 720                 | 360                                                                                              | 180                                                                                              | 90                                                                                               | 0                                                                                                | –                                                                                                | 25                                                                                               | –                                                                                                | 0                                                                                                | 0                                                                                                |
| ATP World Tour Finals (8I/8D)         | 1500 (max) 1100 (min) | 1000 (max) 600 (min) | 600 (max) 200 (min) | 200 per cada victòria a la fase Round Robin +400 victòria a semifinals, +500 victòria a la final | 200 per cada victòria a la fase Round Robin +400 victòria a semifinals, +500 victòria a la final | 200 per cada victòria a la fase Round Robin +400 victòria a semifinals, +500 victòria a la final | 200 per cada victòria a la fase Round Robin +400 victòria a semifinals, +500 victòria a la final | 200 per cada victòria a la fase Round Robin +400 victòria a semifinals, +500 victòria a la final | 200 per cada victòria a la fase Round Robin +400 victòria a semifinals, +500 victòria a la final | 200 per cada victòria a la fase Round Robin +400 victòria a semifinals, +500 victòria a la final | 200 per cada victòria a la fase Round Robin +400 victòria a semifinals, +500 victòria a la final | 200 per cada victòria a la fase Round Robin +400 victòria a semifinals, +500 victòria a la final |
| ATP World Tour Masters 1000 (96I)     | 1000                  | 600                  | 360                 | 180                                                                                              | 90                                                                                               | 45                                                                                               | 25                                                                                               | 10                                                                                               | 16                                                                                               | –                                                                                                | 8                                                                                                | 0                                                                                                |
| ATP World Tour Masters 1000 (48I)     | 1000                  | 600                  | 360                 | 180                                                                                              | 90                                                                                               | 45                                                                                               | 10                                                                                               | –                                                                                                | 25                                                                                               | –                                                                                                | 16                                                                                               | 0                                                                                                |
| ATP World Tour Masters 1000 (32D/24D) | 1000                  | 600                  | 360                 | 180                                                                                              | 90                                                                                               | 0                                                                                                | –                                                                                                | –                                                                                                | –                                                                                                | –                                                                                                | –                                                                                                | –                                                                                                |
| ATP World Tour 500 (56I/48I)          | 500                   | 300                  | 180                 | 90                                                                                               | 45                                                                                               | 20                                                                                               | 0                                                                                                | –                                                                                                | 10                                                                                               | –                                                                                                | 4                                                                                                | 0                                                                                                |
| ATP World Tour 500 (32I)              | 500                   | 300                  | 180                 | 90                                                                                               | 45                                                                                               | 0                                                                                                | –                                                                                                | –                                                                                                | 20                                                                                               | –                                                                                                | 10                                                                                               | 0                                                                                                |
| ATP World Tour 500 (16D)              | 500                   | 300                  | 180                 | 90                                                                                               | 0                                                                                                | –                                                                                                | –                                                                                                | –                                                                                                | 20                                                                                               | –                                                                                                | 0                                                                                                | 0                                                                                                |
| ATP World Tour 250 (56I/48I)          | 250                   | 150                  | 90                  | 45                                                                                               | 20                                                                                               | 10                                                                                               | 0                                                                                                | –                                                                                                | 5                                                                                                | 3                                                                                                | 0                                                                                                | 0                                                                                                |
| ATP World Tour 250 (32I/28I)          | 250                   | 150                  | 90                  | 45                                                                                               | 20                                                                                               | 0                                                                                                | –                                                                                                | –                                                                                                | 12                                                                                               | 6                                                                                                | 0                                                                                                | 0                                                                                                |
| ATP World Tour 250 (24D)              | 250                   | 150                  | 90                  | 45                                                                                               | 20                                                                                               | 0                                                                                                | –                                                                                                | –                                                                                                | –                                                                                                | –                                                                                                | –                                                                                                | –                                                                                                |
| ATP World Tour 250 (16D)              | 250                   | 150                  | 90                  | 45                                                                                               | 0                                                                                                | –                                                                                                | –                                                                                                | –                                                                                                | –                                                                                                | –                                                                                                | –                                                                                                | –                                                                                                |